# Guerra suja
Guerra suja (em castelhano:  Guerra sucia) refere-se a um tipo de ação repressiva conduzida pela polícia secreta ou pelos militares de um regime contra adversários políticos armados ou desarmados, e até mesmo contra a população em geral, em que são utilizados todo tipo de ações de terrorismo de Estado (violações de direitos humanos, guerra psicológica, contrainsurgência, etc.). Este tipo de "guerra", que exige principalmente operações "policiais", inclui tipicamente a repressão violenta (sequestros, torturas, assassinatos, desaparecimentos forçados, dentre outros) contra civis. A Real Academia Española descreve guerra sucia como um "conjunto de ações que se situam a margem da legalidade e combatem um determinado grupo social ou político".
Embora originalmente associado à ditadura militar na Argentina de 1976 a 1983, o termo tem sido usado para descrever as ações das várias ditaduras latino-americanas e até para descrever as ações de governos democraticamente eleitos, como de Alberto Fujimori no Peru. 